# Hum Hain Rahi Pyar Ke
Hum Hain Rahi Pyar Ke (Hindi: हम हैं राही प्यार के italiano: Siamo viaggiatori sul sentiero dell'amore) è un film indiano del 1993 diretto da Mahesh Bhatt, prodotto da Tahir Hussain e con la colonna sonora di Nadeem-Shravan. Protagonisti della pellicola sono Aamir Khan e Juhi Chawla. Il film ha vinto Filmfare Award per il miglior film ed il Filmfare Award per la miglior attrice, andato a Juhi Chawla.

## Trama
Rahul Malhotra é un ingegnere che si deve prendere cura dei tre figli della sorella morta. Si deve far carico dell'attività del cognato, la produzione di magliette. I nipoti sono disubbidienti e si mettono sempre nei guai.
Un giorno dovevano andare ad una fiera con Rahul ma lui per affari non ha potuto portarli e loro ci sono andati di nascosto. Incontrano così Vaijanty Iyer. Lei era scappata da casa sua perché suo padre voleva farle sposare un uomo secondo lui perfetto per lei, un ballerino. Lei non volendo sposarlo viene chiusa in una stanza per aver fatto scandalo davanti a degli invitati. Lei scappa e si nasconde sotto ad un tavolo ricolmo di cibo che lei ruba. Vaijanty e i bambini dicentano buoni amici tant'è che decidono ospitarla a casa loro mantenendo all'oscuro Rahul. Passano due giorni in cui si è dovuta nascondere finché una sera mentre Rahul parla con Maya, una donna innamorata di lui ma un po' asfissiante, entra un ladro in casa. Entra anche uno dei dipendenti di Rahul, ubriaco e deciso a dimostrare che c'era una presenza in più oltre ai bambini. 
In un momento di gran confusione Vaijanty colpisce Rahul pensando fosse il ladro e poi insieme ai bambini cominciano ad aggredire il dipendente pensando sempre a un ladro.
Rahul scopre Vaijanty, lei lo convince a farla rimanere e intanto avrebbe fatto la baby-sitter dei bambini.